# Château de Holligen
 (juin 2023).
- Si vous ne connaissez pas le sujet, laissez ce bandeau (vous pouvez alors contacter les auteurs).
- Si vous supprimez le contenu mis en cause (vous pouvez préalablement contacter les auteurs),

argumentez précisément cette suppression dans la page de discussion
(un manque de référence n'est pas un argument ; une recherche réelle de référence doit avoir été effectuée, être formellement documentée).
Le château de Holligen (allemand : Schloss Holligen) est un château situé dans la commune de Berne en Suisse. Il est listé comme bien culturel d'importance nationale.

## Histoire
La première mention écrite de Holligen date de 1257. La commanderie des chevaliers teutoniques de Köniz en était à cette époque propriétaire. Il est probable qu'il y avait un château pour contrôler la route de Bümpliz à Köniz et administrer les terres. On en sait très peu sur ce bâtiment. Le bâtiment actuel a été érigé vers 1500 par l'avoyer de Berne Wilhelm von Diesbach. Il a été construit dans le style des châteaux bourguignons, avec un donjon carré fait de blocs de pierre massifs et quatre tours dans les angles[source insuffisante]. Un hall résidentiel avec une tour escalier a été ajouté vers 1575 pour Peter von Graffenried[source insuffisante].
Une carte de Thomas Schöpf datant de 1577 et un plan de ville de 1623/24 montrent tous les deux le château entouré par un rempart et plusieurs petites tours. Entre le plan de 1624 et 1667, le château carré a été agrandi avec le prolongement du hall résidentiel vers l'ouest. Au XVIIIe siècle, le château a été rénové dans le style baroque. La façade et les fenêtres ont été refaites en 1765. Le deuxième étage a été transformé en grand hall de dimensions 14 × 12,5 × 5,6 mètres[source insuffisante].
Entre 1991 et 1994, le château a à nouveau été rénové et des réparations ont été effectuées. Son propriétaire actuel est la fondation Turmstiftung Schloss Holligen qui entretient le bâtiment.
Le château est listé comme bien culturel d'importance nationale.